# Виттек, Генрих фон
Генрих фон Ви́ттек (нем. Heinrich von Wittek; 29 января 1844 — 9 апреля 1930, там же) — австро-венгерский государственный деятель, исполнявший обязанности министр-президента Цислейтании в 1899—1900 годах.

## Биография
Старший сын Иоганна Марцеллина фон Виттека (1801—1876), воспитателя будущего императора Франца Иосифа и его братьев. В детстве Генрих был другом эрцгерцога Людвига Виктора Австрийского. В семье было ещё три ребёнка, все дочери: София, Иоганна (в будущем — художница и жена министра торговли Цислейтании Рудольфа Шустера фон Боннотта) и Мария Аннунциата (будущая писательница Ирма Виттек). Генрих Виттек учился в Шотландской гимназии, затем на юридическом факультете Венского университета. Поступил на государственную службу, работалэкспертом-юристом на железной дороге; с 1886 года — руководитель секции в Министерстве торговли. В 1895 году краткое время занимал пост министра торговли. С 20 ноября 1897 по 1 мая 1905 года занимал в нескольких правительствах пост министра железных дорог. Преуспел в расширении железнодорожной сети, активно отстаивал социальные интересы работников железнодорожного транспорта.
С 21 декабря 1899 по 18 января 1900 занимал пост исполняющего обязанности главы правительства Цислейтании. На этой должности должности утвердил либеральный закон о выборах в венской общине. В 1905 стал почётным гражданином города Вены.
В 1907—1911 годах Виттек был депутатом Рейхсрата (член фракции Христианско-социальной партии), в 1905—1918 годах — членом Палаты господ (Heerenhaus).